# System informacyjno-wyszukiwawczy
System informacyjno-wyszukiwawczy (SIW) – system informacyjny, przetwarzający informację wejściową (np. z dokumentów w zbiorze informacyjnym) w ustrukturalizowany zbiór wyszukiwawczy. Dokonuje tego poprzez liczne transformacje zbioru informacyjnego, a następnie na podstawie instrukcji wyszukiwawczej dokonuje na nim wyszukiwania informacji. W oparciu o relewancję techniczną tworzony jest zbiór informacji wyjściowej, którą system udostępnia użytkownikowi.

## Metody wyszukiwania informacji
Wyszukiwanie informacji w systemie zależy od zastosowanej metody wyszukiwania. Stosowanie odpowiedniej metody zależy od odpowiedniego przygotowania (przetworzenia) bazy danych. Przetworzenie bazy danych polega na tworzeniu dokumentów w formacie wyszukiwawczym – dokumentów, które przechowują lub przygotowują informacje do procesu. Bazę danych można więc nazwać zbiorem dokumentów wyszukiwawczych, czyli kartoteką danych wyszukiwawczych.
- metoda list prostych – metoda klasyczna[1][5][6]
- metoda list łańcuchowych[5][6][7]
- metoda list inwersyjnych (odwróconych)[1][5][6]
- metoda składowych atomowych[4]
- metoda dualna
- metoda Saltona[1][4][5][6]
- metoda Chowa[4][5][6]
- metoda Rocchia(inne języki)[4]
- metoda Luma[4][5]
- metoda Gosh'a[4][5][6]